# 阿蘇大橋
阿蘇大橋（あそおおはし）は、熊本県阿蘇郡南阿蘇村立野と南阿蘇村河陽字黒川の国道325号の黒川をまたぐところに架橋されていた橋。通称・赤橋。2016年（平成28年）の熊本地震で落橋したため2021年（令和3年）に新阿蘇大橋（しんあそおおはし）に架け替えられた。

## 概要
国道57号から分岐した所にあるアーチ型が特徴の橋だったが、2016年（平成28年）4月16日の熊本地震で橋の直下の断層が動き、橋脚を支える地盤がずれたことにより崩落した。2021年（令和3年）3月7日にプレストレスト・コンクリート橋として復旧し、開通した。

## 歴史

### 初代阿蘇大橋
国道57号から分岐して南郷谷（南阿蘇村・高森町）へ至る、国道325号バイパスの一部として1967年（昭和42年）4月に着工、1970年（昭和45年）12月に完成した（バイパスの全通は1971年（昭和46年））。橋長は205.96メートル、幅員は8メートル、黒川の谷底からは76メートルの高さにあった。総工費は3億1,300万円。1986年（昭和61年）時点では1日平均で約6,000台が利用していた。橋の塗装は当初はオレンジ色で、1994年（平成6年）に景観調和と自殺防止対策（後述）として灰色に塗り替えられたが、以後も地元では「赤橋」の通称で呼ばれていた。橋の両側に幅の狭い歩道とフェンスが設置され、車道は追い越しおよび駐停車禁止の区間に指定されていた。
開通以来、橋からの投身自殺が相次いだ（1981年から2011年12月までに59件発生）ことから、熊本県は1990年（平成2年）に橋の両端から水平に張り出す形で約1.5メートルの柵を、2002年（平成14年）には高さ約2メートルの忍び返し付きのフェンスをそれぞれ設置し、1994年（平成6年）には橋の塗装を灰色に塗り替えた。自殺防止対策の結果、2002年（平成14年）から2011年（平成23年）12月までの投身自殺は4件にとどまった。地元の消防（阿蘇広域行政事務組合消防本部南部分署）には投身自殺者の捜索・救助のための救助工作車が配備されている。また、橋のたもとには地元住民により「まてまて地蔵」が設置されている。
2009年（平成21年）度からは渋滞対策として車道を拡幅し、国道57号への右折車線を15メートルから59メートルに延長する改良工事（総工費：1億5,000万円）が実施され、2015年（平成27年）4月3日正午より供用された。

### 地震による崩落
2016年（平成28年）4月16日未明、県下を襲った熊本地震の本震で阿蘇大橋は全体が崩落した。地震発生時に自動車で橋を通行していた阿蘇市在住の大学生が車ごと崩落に巻き込まれ、同年8月に遺体となって発見された。
その後の調査で、地震の前後で橋脚を支える地盤の位置が右岸側は約2 m、左岸側は44 cm、橋を圧縮する形でずれていたことが分かった。このずれにより橋のアーチ部が破壊されるほどの力がかかり、崩落に至ったと考えられている。
崩落当時のまま残された橋桁については震災遺構としての保存が決まり、2021年（令和3年）度に2,000 - 3,000万円程度の費用をかけてワイヤーで固定する工事が行われた。

### 復旧の動き
橋の再建は国が事業費の大半を負担する方針とされたが、土木学会からは同じ場所での再建は困難との意見があった。
2016年（平成28年）7月5日、国土交通省は元の場所から600 m下流に橋を架け直すと発表し2016年（平成28年）7月29日には架け替える阿蘇大橋の橋梁形式を「PC3径間連続ラーメン箱桁橋」にすることを発表した。橋長は345 m、最大支間長は165 m、下部構造は、逆T型橋台とRC中空橋脚、張り出し式橋脚である。
設計後に本格着工するまでは数年程度かかる見通しであったが、2017年（平成29年）4月16日に2020年度の全線開通を目標に工事を進めると発表され、2020年（令和2年）4月10日には翌2021年（令和3年）3月に開通する目途が立ったと発表された。
2018年（平成30年）4月、国土交通省が地震による地盤のずれに対応できる構造を新橋に採用したことが報道された。新橋が架けられる場所の下にも活断層があると推定されており、地震で地盤がずれた際の落橋を防ぐため、活断層の推定位置の桁を連続桁とせず単純桁を採用するとともに、その両側にあたる2本の橋脚と橋桁の接合部の強度を弱めて外れやすくし、橋脚上部の幅も広くして、接合部が外れた場合は橋脚上部で橋桁を受け止める構造とした。
2021年（令和3年）2月2日、熊本県は新橋の名称を「新阿蘇大橋」に決定したと発表し、同日、赤羽一嘉国土交通大臣の記者会見で、新阿蘇大橋が3月7日に開通すると発表された。3月7日、開通に当たり式典が開かれた。

### 年表
- 1970年（昭和45年）12月 - 竣工[32]
- 1971年（昭和46年） - 開通[1]

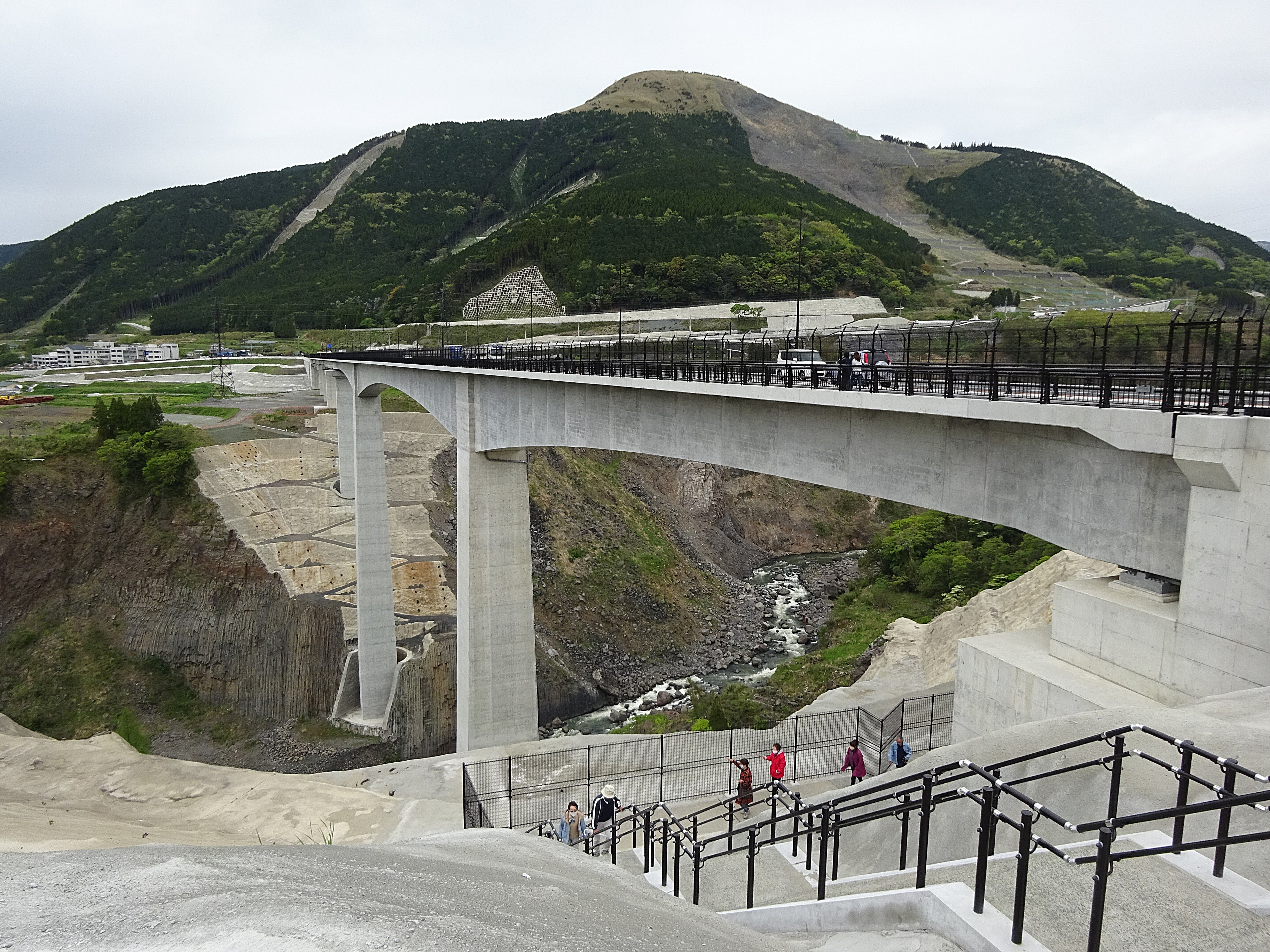
新阿蘇大橋（南側・2021年）

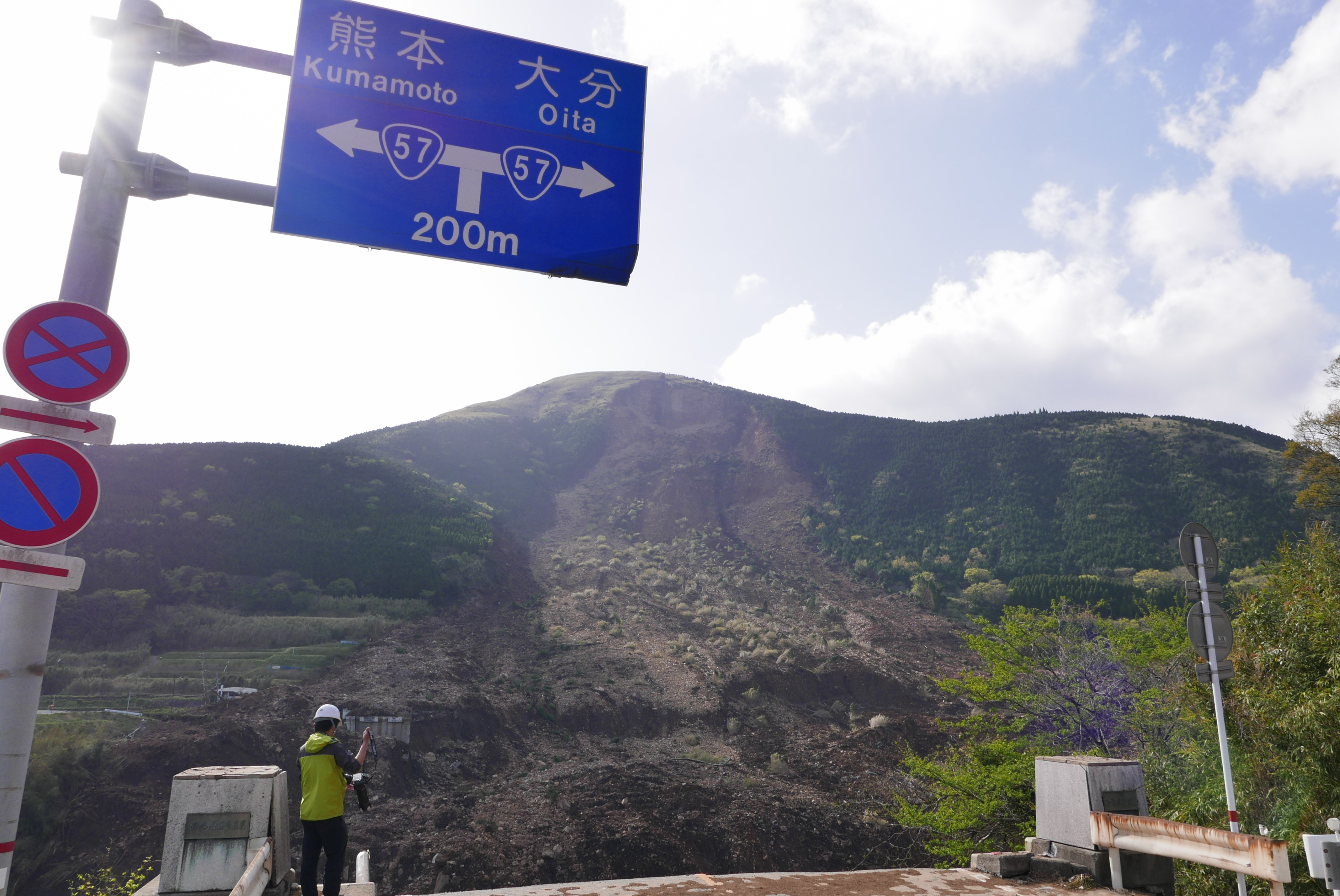
崩落した阿蘇大橋（2016年4月17日）

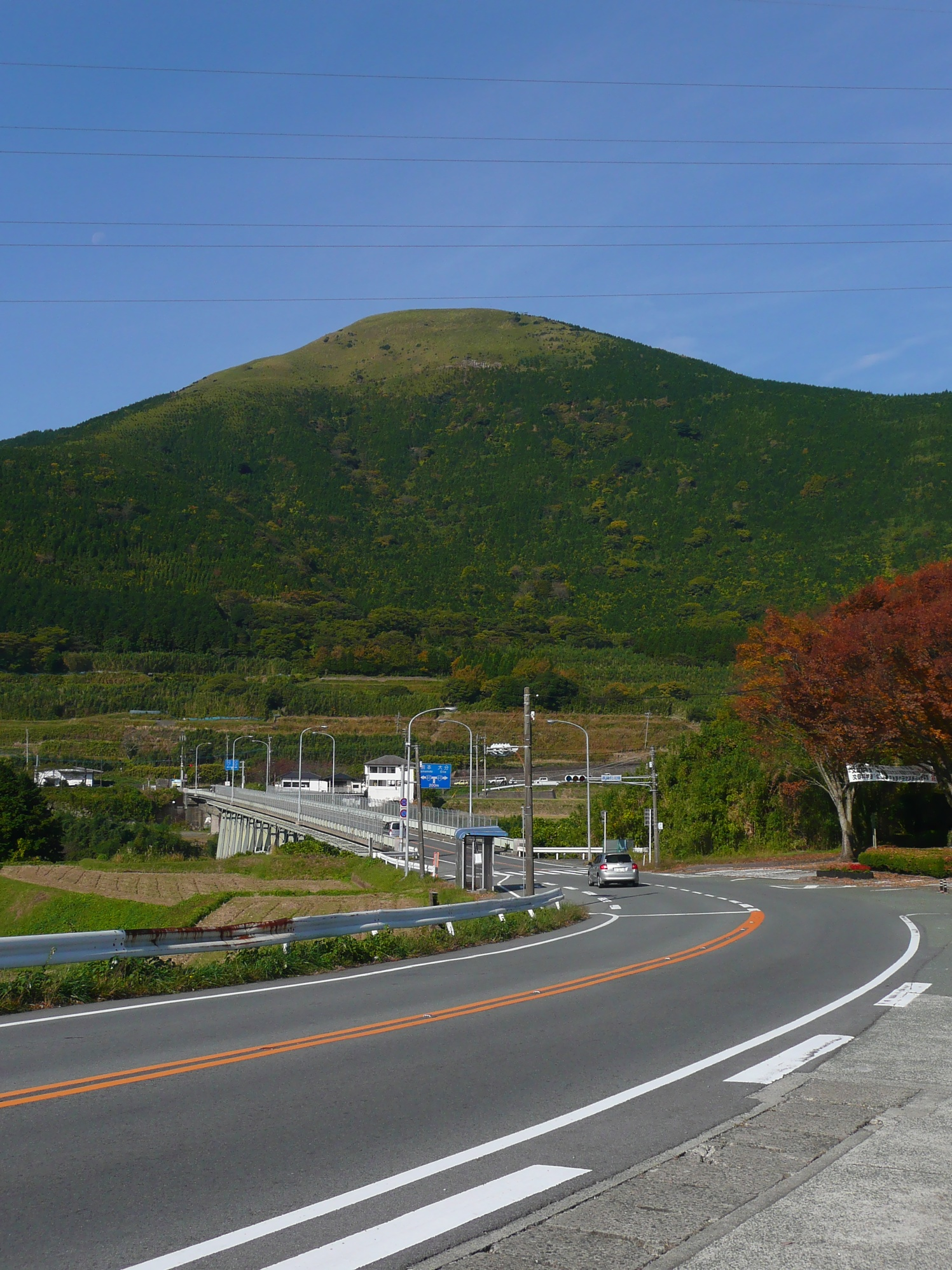
2009年時点の阿蘇大橋東詰（南阿蘇村河陽、上記写真と同方向）

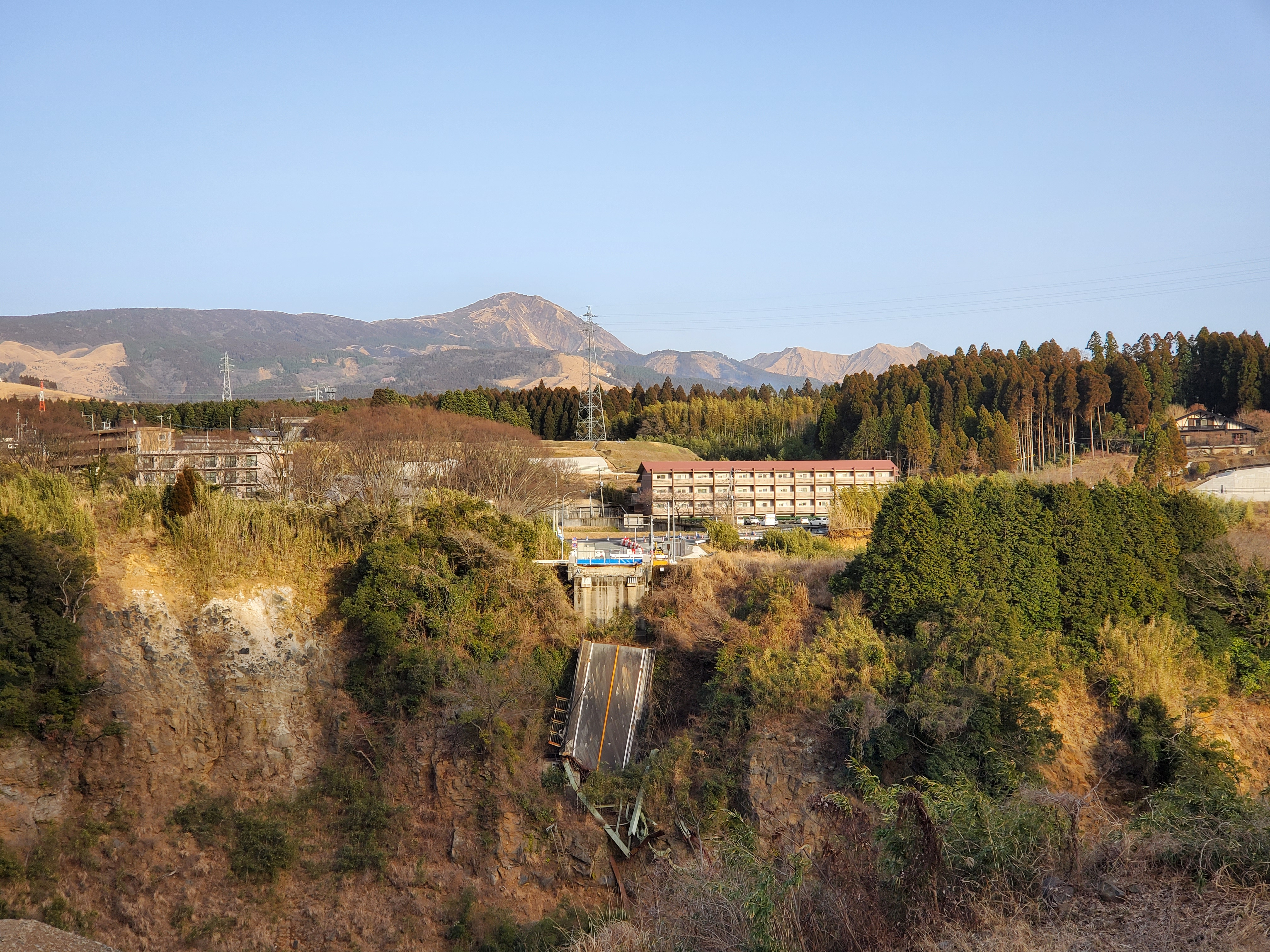
崩落した阿蘇大橋の橋桁（震災遺構として保存）。数鹿流（すがる）崩之碑展望所より撮影（2022年）

- 1990年（平成2年） - 橋の両端から水平に張り出すかたちで約1.5 mの柵を設置。
- 1994年（平成6年） - 橋の塗装がオレンジ色から灰色に塗り替えられる。
- 2002年（平成14年） - 高さ約2メートルのフェンスを設置。
- 2015年（平成27年）4月3日 - 2009年度から行われていた改良工事が完了。橋の一部を拡幅し、国道57号への右折車線を15メートルから59メートルに延長する。
- 2016年（平成28年）
  - 4月16日 - 熊本地震により崩落[1][2][20]。
  - 11月 - 新橋の事業に着手[5]。
- 2021年（令和3年）
  - 2月2日 - 新橋の名称が「新阿蘇大橋」に正式決定[13]。
  - 3月7日 - 新阿蘇大橋が開通[14][12][15]。

## 諸元

### 崩落した阿蘇大橋
- 橋格 - 一等橋（TL-20）[32]
- 橋長 - 205.9 m[3]
- 主径間 - 132.2 m[3]
- 総幅員 - 8.8 m[33]
- 有効幅員 - 8.0 m（車道6.5 m、歩道0.75 m×2 ）
- 車線数 - 2車線
- 制限速度 -
- 形式 - 上路式トラスド逆ランガー桁橋[32]
- 施工会社 - 石川島播磨重工（現・IHI）[3]
- 総事業費 -
- 着工 - 1969年（昭和44年）9月[32]
- 竣工 - 1970年（昭和45年）12月[32]

### 再建された新阿蘇大橋
- 橋種 - PC3径間連続ラーメン箱桁橋+鋼単純箱桁橋+鋼3径間連続鈑桁橋
- 橋長 - 525.0 m（鋼3径間連続鈑桁部115.0 m+単純箱桁部65.0 m+ラーメン箱桁橋部345.0 m）
- 主径間径間割 - 80.0 m+165.0 m+100.0 m
- 下部構造 - 逆T型橋台、RC中空橋脚、張り出し式橋脚
- 施工会社 - 大成建設・IHIインフラ建設・八方建設JV[4]

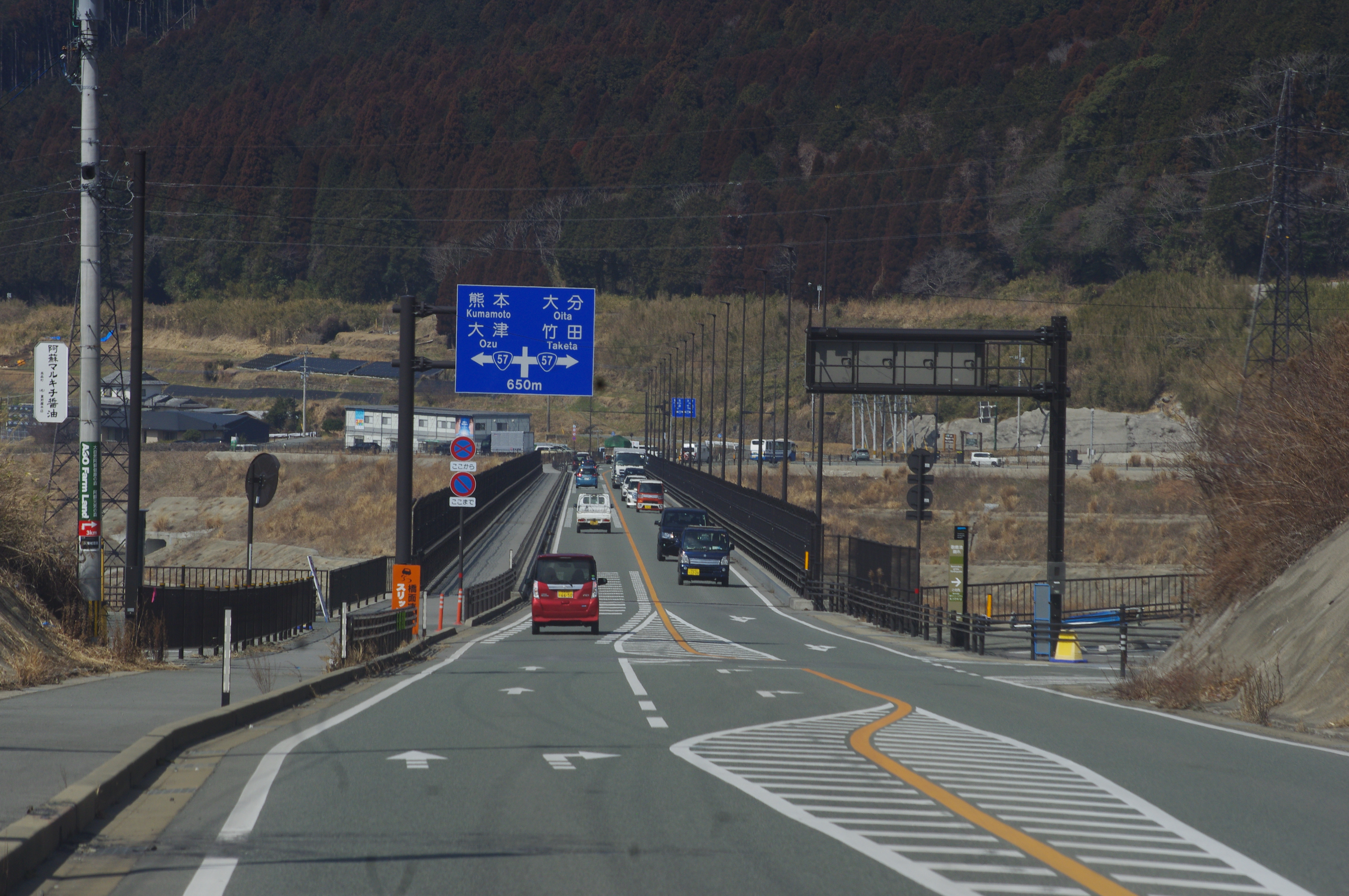
長陽方面から見た新阿蘇大橋

- 着工 - 2016年（平成28年）11月[5]
- 長陽方面から見た新阿蘇大橋開通 - 2021年（令和3年）3月7日[12][15]

## 近隣の施設等
- 数鹿流ヶ滝
- 阿蘇東急ゴルフクラブ
- 東海大学阿蘇キャンパス
- 京都大学火山研究センター

## 現存する記録映像
- 稲川淳二 恐怖の現場シリーズ （最終章 〜禁断の地 永久に、永遠に〜 VOL.1【2013年発売、2012年晩秋頃収録】の冒頭で旧橋が収録されている）
- 北野誠のおまえら行くな。 （2nd SEASON 〜驚愕編〜【DVD作品・2011年6月発売】に旧橋が収録されている）